# Igor Rausis
Igor Rausis (rozený Igor Kondylev; 7. dubna 1961, Kommunarsk, Luhanská oblast, Ukrajinská SSR – 28. března 2024), lotyšsky Igors Rausis po své první ženě a Isa Kasimi po své druhé ženě, byl šachový velmistr s ukrajinsko-kazašsko-lotyšskými kořeny a bývalý sovětsko-lotyšsko-bangladéšsko-český šachový rozhodčí a trenér. V srpnu 2019 byl 53. nejlepší hráč světa s hodnocením 2 685 bodů Elo podle žebříčku Mezinárodní šachové federace (FIDE), nejstarší hráč TOP 100 žebříčku a druhý nejlepší český šachista po Davidu Navarovi (2 724 bodů Elo). Do července 2019 byl členem Šachového svazu České republiky (ŠSČR) a extraligového šachového klubu Beskydská šachová škola (BŠŠ) se sídlem ve Frýdku-Místku. V srpnu 2019 byl vyloučen, když jej ve Štrasburku na šachovém turnaji Strasbourg Open přistihli s mobilním telefonem (při používání tzv. elektronického dopingu). Dne 5. prosince 2019 mu byl rozhodnutím FIDE udělen trest zákazem účasti na soutěžích pořádaných FIDE jako hráči, rozhodčímu nebo pořadateli na 6 let (od 31. července 2019 do 30. července 2025). Také mu byl odebrán titul velmistra. V době turnaje Strasbourg Open měl diagnostikovánu rakovinu a podstupoval chemoterapii a v zimě 2019 biologickou léčbu.

## Život a šachová kariéra
Igor Rausis začal svou šachovou kariéru v Ukrajinské sovětské socialistické republice Sovětského svazu ve 14 letech jako Igor Kondylev. Později užívané jméno Rausis nese po své první manželce. Jeho otec Nikolaj Ivanovič Kondylev byl civilním námořním kapitánem. Igor Rausis tak žil a studoval například také v Alexandrii v Egyptě a ovládl i arabštinu.
V polovině 80. let se odstěhoval do Lotyšské sovětské socialistické republiky a v 80. letech byl vyslán a dva roky studoval na Vyšší škole trenérů (rusky Высшая школа тренеров; ВШТ) v Moskvě v Sovětském svazu – na škole, která byla součást dnešní Ruské sportovní univerzity, resp. Ruské státní univerzity tělesné kultury, která byla v letech 1920–1991 známá jako Státní ústřední ústav tělesné kultury, resp. Státní ústřední ústav tělesné kultury řádu Lenina (GCOLIFK, rusky Государственный центральный ордена Ленина институт физической культуры; ГЦОЛИФК). V roce 1992 získal titul šachového velmistra, v roce 1993 hrál za Lotyšsko na mistrovství světa a v roce 1995 vyhrál v Rize Mistrovství Lotyšska v šachu (lotyšsky Latvijas šaha čempionāts) organizovaném Lotyšskou šachovou federací (Latvijas Šaha federācija), která lotyšské mistrovství znovupořádá od obnovení lotyšské nezávislosti v roce 1990. Za lotyšský národní tým hrál na třech šachových olympiádách (v letech 1996, 1998 a 2002) a Lotyšsko reprezentoval až do roku 2003. V letech 2003 až 2007 reprezentoval Bangladéš, když po zhroucení Sovětského svazu, nebyla Lotyšská šachová federace v dobrém stavu a neměla ani na poplatky Mezinárodní šachové federaci (FIDE). Pracoval tak několik let v Dháce, v hlavním městě Bangladéše. V letech 2007–2019 reprezentoval Českou republiku. Byl členem Šachového svazu České republiky (ŠSČR) a extraligového šachového klubu Beskydská šachová škola (BŠŠ) se sídlem ve Frýdku-Místku. V srpnu 2019 byl vyloučen, bylo to v době, kdy byl 53. nejlepším hráčem světa s hodnocením 2 685 bodů Elo podle žebříčku FIDE a druhým nejlepším českým šachistou po Davidu Navarovi (2 724 Elo). Byl také trenérem národního týmu Spojených arabských emirátů – pracoval v Abú Zabí a několik let žil v Dubaji. Pracovat měl také v Alžíru a Jersey.
Byl trenérem týmů pro šachové olympiády. V roce 2008 připravoval národní tým Bangladéše a v roce 2010 Alžírska. V letech 1985 a 1986 byl jedním z prvních trenérů Alexeje Širova a trénoval i mistra světa juniorů do 20 let Ahmeda Adlyho. Kromě České šachové extraligy hrál například i šachovou extra ligu v Německu – Spolkovou šachovou ligu (německy Schachbundesliga) Německého šachového svazu (Deutsche Schachbund e. V.; DSB) a ve Francii nejvyšší ligu Francouzské šachové federace (francouzsky La Fédération française des échecs; FFE). V roce 2018 mistr FIDE, francouzský šachista Bertrand Valuet (* 1978), uvedl, že „proti mnohem silnějšímu hráči je vhodné pozici zkomplikovat. Igor Rausis má přirozeně solidní hru, takže to bude těžký úkol,“ „proti mnohem slabšímu hráči je vhodné co nejvíce omezit riskování, protože k výhře v jednoduché pozici obvykle stačí technická převaha.“ V roce 2019 se ve městě Paradiso v okrese Lugano v kantonu Ticino Igor Rausis reprezentující ŠSČR zapsal do Síně slávy 16. ročníku švýcarského šachového turnaje PARADISO OPEN (také Festival in Lugano-Paradiso) v kategorii Master (Mistr), kde v kategorii General (Obecné) zvítězil Bernd Kievelitz reprezentující Německý šachový svaz (DSB).
V červenci 2019 byl ve Francii ve Štrasburku na šachovém turnaji Strasbourg Open, který se konal od 10. do 14. července, přistižen při podvádění pomocí mobilního telefonu (při používání tzv. elektronického dopingu) a podepsal prohlášení, kde se přihlásil k telefonu, který byl na toaletě nalezen poté, co ji použil. Medializace se věci dostalo přes fotografii, která se objevila na internetu. Případ vyvolal takovou pozornost v mediálním i šachovém světě, že k němu Etická komise a komise fair play Mezinárodní šachové federace (FIDE) vydala prohlášení o šetření v této věci s žádostí o čas, aby mohla v kauze pečlivě rozhodnout. V srpnu 2019 byl Rausis za hrubé porušení stanov Šachového svazu České republiky (ŠCČR) a poškození zájmů ŠSČR vyloučen ze svazu i žebříčku nejlepších hráčů svazu. Zasedání Etické komise FIDE se konalo v Lausanne a rozhodnutí FIDE přišlo 5. prosince 2019 – trestem se stal zákaz účasti na soutěžích pořádaných FIDE jako hráč, rozhodčí nebo pořadatel na 6 let, od 31. července 2019 do 30. července 2025. Zároveň byl Etickou komisí FIDE zbaven velmistrovského titulu. Místopředseda ŠCČR Martin Petr se vyjádřil, že už měl podezření dlouho a že v minulých letech na všech nejvyšších soutěžích nebyly dostatečné kontroly užívání mobilních telefonů (tzv. elektronického dopingu), i že výsledek kontroly FIDE, zda partie odehrál Igor Rausis nebo počítač, k níž v minulosti dal ŠSČR podnět, dopadl nejednoznačně (výsledky měly být v tzv. šedé zóně). Možnost, že Rausis podvádí, měl několikrát naznačit i generální ředitel FIDE Emil Sutovsky. Jiní, mezi nimi i předseda Rausisova domovského šachového klubu Beskydská šachová škola Petr Záruba, zlepšování Igora Rausise obhajovali získáváním bodů hrou se slabšími hráči (že si Rausis například hrou proti slabším soupeřům mohl připsat 0,8 Elo bodu za partii chytrým využíváním pravidla 400 bodů, které říká, že rozdíl Elo mezi dvěma hráči nesmí být větší než 400 bodů – hraje-li hráč s Elo 2 600 proti hráči s Elo 1 800, považuje se slabší hráč za hráče s Elo 2 200 a hráč s Elo 2 600 stále může získávat Elo body). V době turnaje ve Štrasburku se Igor Rausis léčil s rakovinou a podstupoval chemoterapii. Pro přítomnost mobilních telefonů na turnaji Strasbourg Open se mělo jednat o naprosté selhání organizátorů šachového turnaje. Generální ředitel FIDE Emil Sutovsky uvedl, že „Případ Rausis je pouze začátek. FIDE zpřísnila svá opatření. Podvody stále nelze vyloučit, ale riziko dopadení se výrazně zvýšilo a tresty jsou mnohem přísnější. Boj proti podvodům bude trvat roky a my jsme na to připraveni.“ V roce 2015 řešila FIDE podobný případ, tehdy byl v Dubaji s mobilním telefonem přistižen gruzínský šachista Gaioz Nigalidze.
V roce 2020 přijal Rausis od své druhé manželky Ajgul Kasimové nové jméno Isa Kasimi. Změnil si i jméno křestní a chtěl se oprostit od hanby spojené se jménem Igor Rausis, která se jeho i rodiny dotýká. V říjnu 2020 se pokusil pod novým jménem Isa Kasimi odehrát v Lotyšsku turnaj, který mu zákon dovoluje. Turnaj nebyl FIDE Elo hodnocený, nezapočítával se do FIDE žebříčku. Jednalo se o memoriál Vsevoloda Dudzinského, prvního šachového trenéra lotyšského velmistra Arturse Neiksanse (* 1983), uspořádaný v malém lotyšském městečku Valka, kde se Arturs Neiksans narodil. Rausis se chtěl na turnaji případně dobře umístit a i si odnést peněžitou odměnu. Lotyšský velmistr Arturs Neiksans měl ale zavdat podnět, aby jej soupeři rozpoznali a Rausis měl pod nátlakem z vlastní vůle z turnaje na začátku třetího kola odstoupit, přestože byl k účasti oprávněn. Podnětem k nátlaku mělo být užívání změněného jména a obličejové roušky. Jednalo se o období zvýšených hygienických opatření z důvodu pandemie covidu-19 a sám Arturs Neiksans roušku užíval. V návaznosti na incident poskytl ještě v říjnu 2020 Rausis rozhovor ohledně svého údajného opětovného neetického jednání. Uvedl, že i v rámci rodiny nebyl souhlas s tím, aby si měnil své jméno, i že trénuje děti v Rize a hraje opět šach korespondenčně. Že složil zkoušku z lotyštiny na nejvyšší úrovni a má stále platný sovětský diplom z 80. let a po složení nových zkoušek by mohl pracovat ve zdravotní správě. Vrátil se také ke snímku pořízenému na Strasbourg Open v červenci 2019. Uvedl, že je zdravotně postiženou osobou první kategorie a snímek byl pořízen na toaletách pro invalidy, patrně tam instalovanou kamerou, protože si vybavuje, že přepážky sahaly až ke stropu. FIDE se k pořízení medializovaného snímku veřejně údajně nevyjádřila. Rausis měl zkoušet hrát také na šachovém serveru Chess.com jako Kondylev i na šachovém serveru Lichess, ale jejich soukromí provozovatelé mu měli hru na nich z důvodu jeho ne dobrého renomé zakázat.
Jeho první ženou byla Olita Rause (* 1962), lotyšská šachová velmistryně (WGM, 1993), po které přijal jméno a se kterou má dvě dcery. Jeho druhou ženou byla Ajgul Kasimová, po které opět přijal jméno Isa Kasimi a zároveň si změnil i jméno křestní. Igor Rausis uměl rusky, lotyšsky, arabsky, bengálsky, ovládal také světové jazyky a velmi dobře rozuměl česky. V Česku žil ve Varnsdorfu v okrese Děčín a v prosinci 2019 žil na Jurmale – největším lázeňském městě v Lotyšsku ležícím v regionu Vidzeme, asi 25 kilometrů na západ od hlavního města Riga.